# Rede em anel

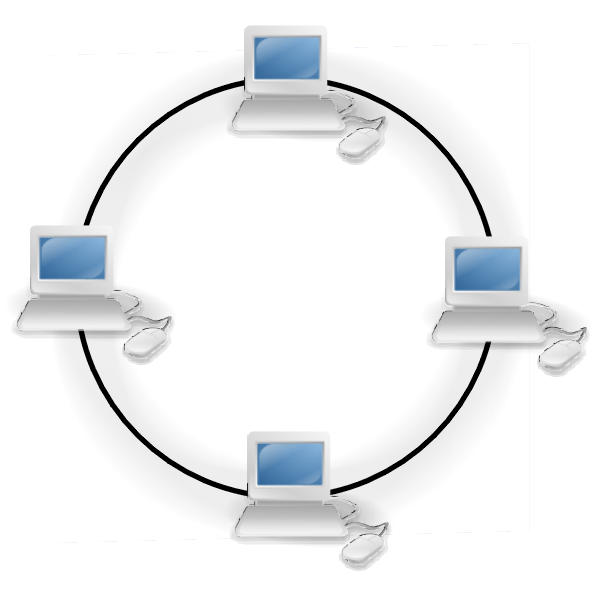
Topologia de rede em anel

A topologia de rede em anel consiste em estações conectadas através de um circuito fechado, em série. O anel não interliga as estações diretamente, mas consiste de uma série de repetidores ligados por um meio físico, sendo cada estação ligada a estes repetidores. É uma configuração em desuso.
Redes em anel são capazes de transmitir e receber dados em configuração unidirecional; o projeto dos repetidores é mais simples e torna menos sofisticados os protocolos de comunicação que asseguram a entrega da mensagem corretamente e em seqüência ao destino, pois sendo ANEL unidirecionais evita o problema do roteamento.
Nesta topologia cada estação está conectada a apenas duas outras estações, quando todas estão ativas. Uma desvantagem é que se, por acaso apenas uma das máquinas falhar, toda a rede pode ser comprometida, já que a informação só trafega em uma direção, que no caso é CIRCULAR.
Em termos práticos, nessas redes a fiação, que geralmente é realizada com cabos coaxiais, possui conectores BNC em formato de "T", onde uma das pontas você conecta no computador e a outra levará a informação adiante, proseguindo para a máquina seguinte.
Em uma rede em anel, cada nó tem sua vez para enviar e receber informações através de um token (ficha, em inglês). O token, junto com quaisquer informações, é enviado do primeiro para o segundo nó, que extrai as informações endereçadas a ele e adiciona quaisquer informações que deseja enviar. Depois, o segundo nó passa o token e as informações para o terceiro nó e assim por diante, até chegar novamente ao primeiro nó. Somente o nó com o token pode enviar informações. Todos os outros nós devem esperar o token chegar.
Na nova tipologia em anel é utilizado uma topologia híbrida,ou seja, utiliza-se cabos de rede RJ45 e um hub que faz a topologia anel lógica no seu interior. Pode-se ligar entre 30 a 50 computadores com taxas de transferência de 50 Mbps.  
Como acontece em qualquer topologia, cada estação, ou nó, atende por um endereço que, ao ser reconhecido por uma estação, aceita a mensagem e a trata.
Os maiores problemas desta topologia são relativos a sua pouca tolerância a falhas. Qualquer que seja o controle de acesso empregado, ele pode ser perdido por problemas de falha e pode ser difícil determinar com certeza se este controle foi perdido ou decidir qual nó deve recriá-lo.
Nesta Topologia, os pacotes circulam por todos os dispositivos da rede, tendo cada um o seu endereço. O fluxo de informação é unidireccional, existindo um dispositivo (MAU) que intercepta e gere o fluxo de dados que entra e sai do anel. Tanto as tecnologias Token Ring como FDDI aparecem usualmente com este tipo de topologia em anel.
Os únicos fatores limitantes são as questões relacionadas ao meio de transmissão e ao tráfego (comprimento máximo do anel e o número máximo de dispositivos). 
Apesar dessas limitações, a topologia em anel atualmente é empregada em algumas configurações das redes de fibra óptica. Devido às suas propriedades físicas, as redes de fibra óptica possibilitam taxas de transferências muito mais altas do que os demais meios físicos. Inclusive, atualmente se desconhece a capacidade máxima obtida por meio deste meio de transmissão. Devido a esta característica, o emprego da topologia em anel em algumas situações compensa os atrasos de processamento do token ao reduzir o tempo de transmissão das mensagens no meio físico. No entanto, como a implantação de uma rede de fibra óptica implica em um alto custo financeiro, o emprego desse meio de transmissão ocorre somente em situações onde existe a necessidade de alto desempenho.
- Vantagens: O controle de acesso por meio do Token não admite colisões, uso de cabo é econômico, mídia é barata, fácil de trabalhar e instalar, simples e relativamente confiável e de fácil expansão.
- Desvantagens: Falha de um computador pode afetar o restante da rede e os problemas são difíceis de isolar, rede pode ficar extremamente lenta em situações de tráfego pesado e falha no cabo paralisa a rede inteira.[5]